# 山魈屬

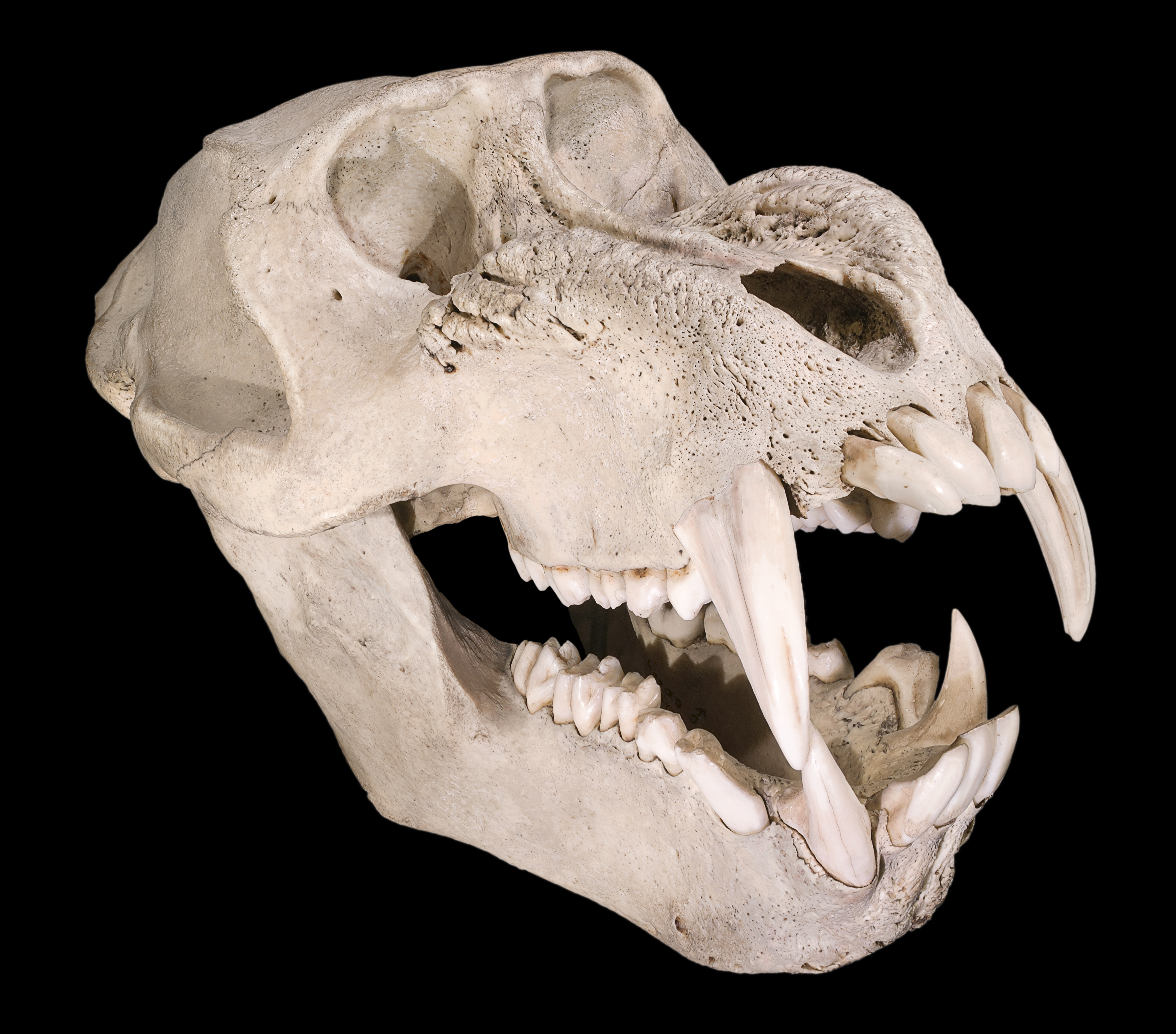
雄性山魈颅骨

山魈屬，猴科的一屬，包括山魈和鬼狒兩種動物。它們的口鼻部有深深的皺紋，山魈是藍色，鬼狒是黑色。兩者都生活在地面上，產于中非雨林地區。

## 註解
1. ↑  「魈」，拼音：，注音：，音同「宵」